# NGC 7071
NGC 7071 في الفهرس العام الجديد، هي ، تقع في كوكبة الدجاجة. اكتشفت في 19 سبتمبر 1829 بواسطة جون هيرشل.

## روابط خارجية
- NGC 7071 على موقع ويكي سكاي: DSS2, SDSS, GALEX, IRAS, Hydrogen α, X-Ray, Astrophoto, Sky Map, Articles and images